# 나이지리아 나이라
나이라(naira, 기호: ₦; 코드: NGN)는 나이지리아의 통화이다. 1 나이라는 100 코보(kobo)이다.
나이지리아 중앙은행(Central Bank of Nigeria, CBN)은 나이지리아 전역을 통틀어 법정 통화의 유일한 발행인이다. 이 중앙 은행은 통화와 가격 안정성을 보장하기 위해 경제의 통화량을 조절한다. 나이지리아 중앙 은행의 화폐 및 지점 운영부(Currency & Branch Operations Department)는 화폐, 동전의 조달, 배포/공급, 처리, 재발행, 처분을 통해 통화를 관리할 책임을 진다.

## 역사
나이라는 1973년에 도입되었고 2 나이라 = 1 파운드의 비율로 파운드를 대체했다. 이에 따라 나이지리아는 £sd 통화 체계를 버린 마지막 나라가 되었다. 2008년에 1 새 나이라 = 100 구 나이라의 비율로 리디노미네이션하는 계획이 있었으나 이 계획은 일시 중단되었다.

## 첫 나이라

### 동전
1973년에 동전이 ½, 1, 5, 10, 25 코보의 명칭으로 도입되었다. 여기서 ½과 1 코보는 청동을 함유하며, 더 높은 단위는 구리와 니켈을 함유하고 있다. ½ 코보 동전은 1973년 당시에만 주조되었다. 1991년에 니켈 강철 50 코보, 1 나이라에 이어 더 작은 1, 10, 25 코보 동전이 구리 강철로 만들어져 발행되었다. 2007년 2월 28일에 두 금속이 섞인 새로운 동전이 50 코보, 1, 2 나이라의 금액으로 발행되었다. 일부 나이지리아 사람들은 N2 동전의 유용성에 대해 염려를 드러냈다. 옛 통화를 교환하는 마지막 시일은 2007년 5월 31일이었다. 중앙은행은 ½ 코보에서 25 코보까지의 동전은 2007년 2월 28일부터 유통이 중단되었다고 언급하였다.
- ½ 코보[4]
- 1 코보 보관됨 2020-11-05 - 웨이백 머신
- 5 코보
- 10 코보 보관됨 2020-11-07 - 웨이백 머신
- 25 코보 보관됨 2016-03-06 - 웨이백 머신
- 50 코보 보관됨 2016-03-17 - 웨이백 머신
- 1 나이라 보관됨 2020-11-05 - 웨이백 머신
- 2 나이라 보관됨 2020-11-05 - 웨이백 머신

### 지폐
1973년에 나이지리아 중앙 은행은 50 코보, 1, 5, 10, 20 나이라 지폐를 소개했다. 50 코보는 1989년에 마지막으로 발행되었다. 1991년에 50 나이라 지폐가 발행되었고 뒤를 이어 1999년에 100 나이라가, 2000년에 200 나이라, 2001년에 500 나이라, 2005년 10월 12일에 1000 나이라가 발행되었다.
2007년에는, 새로운 버전의 5~50 나이라 지폐가 발표되었다. 10, 20, 50 나이라는 폴리머 지폐일 것에도 불구하고, 현재는 20 나이라 지폐만 폴리머 지폐이다. 이 지폐는 약간 작고, 다시 설계된 것이다.
| 현재 유통되고 있는 지폐 보관됨 2009-02-04 - 웨이백 머신 | 현재 유통되고 있는 지폐 보관됨 2009-02-04 - 웨이백 머신 | 현재 유통되고 있는 지폐 보관됨 2009-02-04 - 웨이백 머신 | 현재 유통되고 있는 지폐 보관됨 2009-02-04 - 웨이백 머신 | 현재 유통되고 있는 지폐 보관됨 2009-02-04 - 웨이백 머신 | 현재 유통되고 있는 지폐 보관됨 2009-02-04 - 웨이백 머신             | 현재 유통되고 있는 지폐 보관됨 2009-02-04 - 웨이백 머신 | 현재 유통되고 있는 지폐 보관됨 2009-02-04 - 웨이백 머신 | 현재 유통되고 있는 지폐 보관됨 2009-02-04 - 웨이백 머신 | 현재 유통되고 있는 지폐 보관됨 2009-02-04 - 웨이백 머신 |
| 1999–2005년 시리즈                                      | 1999–2005년 시리즈                                      | 1999–2005년 시리즈                                      | 1999–2005년 시리즈                                      | 1999–2005년 시리즈                                      | 1999–2005년 시리즈                                                  | 1999–2005년 시리즈                                      | 1999–2005년 시리즈                                      | 1999–2005년 시리즈                                      | 1999–2005년 시리즈                                      |
| 크기                                                    | 크기                                                    | 가치                                                    | 크기                                                    | 색                                                      | 설명                                                                | 설명                                                    | 설명                                                    | 날짜                                                    | 날짜                                                    |
| 앞면                                                    | 뒷면                                                    | 가치                                                    | 크기                                                    | 색                                                      | 앞면                                                                | 뒷면                                                    | 워터마크                                                | 첫 인쇄                                                 | 발행                                                    |
| ------------------------------------------------------- | ------------------------------------------------------- | ------------------------------------------------------- | ------------------------------------------------------- | ------------------------------------------------------- | ------------------------------------------------------------------- | ------------------------------------------------------- | ------------------------------------------------------- | ------------------------------------------------------- | ------------------------------------------------------- |
|                                                         |                                                         | ₦100                                                    | 151 × 78 mm                                             | 빨강, 여러 색                                           | 오바페미 아월로워 (Obafemi Awolowo)                                 | Zuma Rock                                               | 초상화, "CBN", 가치                                     | 1999                                                    | 1999년 12월 1일                                         |
|                                                         |                                                         | ₦200                                                    | 151 × 78 mm                                             | 파랑, 여러 색                                           | 아마두 벨로 (Ahmadu Bello)                                          | 농산물과 축산물의 피라미드                              | 초상화, "CBN", 가치                                     | 2000                                                    | 2000년 11월 1일                                         |
|                                                         |                                                         | ₦500                                                    | 151 × 78 mm                                             | 자주색, 여러 색                                         | 남디 아지키웨 (Nnamdi Azikiwe)                                      | 나이지리아의 석유                                       | 초상화, "CBN", 가치                                     | 2001                                                    | 2001년 4월 4일                                          |
|                                                         |                                                         | ₦1000                                                   | 151 × 78 mm                                             | 자주색                                                  | 알리유 마이 보르누 (Aliyu Mai-Bornu), 클레멘트 이송 (Clement Isong) | 아부자에 있는 나이지리아 중앙은행 (CBN)의 기업 본사     | 초상화, "CBN", 가치                                     | 2005                                                    | 2005년 10월 12일                                        |
| 2006년 시리즈                                           |                                                         |                                                         |                                                         |                                                         |                                                                     |                                                         |                                                         |                                                         |                                                         |
|                                                         |                                                         | ₦5                                                      | 130 × 72 mm                                             | 엷은 자주색                                             | 아부바르카르 타파와 발레와 (Abubakar Tafawa Balewa)                 | 남쪽 지방의 전통춤인 은크포키티(Nkpokiti)를 춤추는 사람 | 나이지리아 중앙은행 로고, "CBN"                         | 2006                                                    | 2007년 2월 28일                                         |
|                                                         |                                                         | ₦10                                                     | 130 × 72 mm                                             | 갈색                                                    | 알반 이코쿠 (Alvan Ikoku)                                           | 낙농장에서 일하는 풀라니 족 여자                        | 나이지리아 중앙은행 로고, "CBN"                         | 2006                                                    | 2007년 2월 28일                                         |
|                                                         |                                                         | ₦20                                                     | 130 × 72 mm                                             | 녹색                                                    | 무르탈라 모하메드 (Murtala Mohammed)                                | 라디 크왈리 (Ladi Kwali)                                | 나이지리아 중앙은행 로고, "CBN"                         | 2006                                                    | 2007년 2월 28일                                         |
|                                                         |                                                         | ₦50                                                     | 130 × 72 mm                                             | 파랑                                                    | 하우사 족, 이그보어 족과 요루바 족 남자와 여자                      | 현지 어민                                               | 나이지리아 중앙은행 로고, "CBN"                         | 2006                                                    | 2007년 2월 28일                                         |

1000 나이라 지폐 뒷면에는 미세한 광택이 있는 줄이 그어져 있다. 이는 희미하게 금빛으로 반짝이면서 1000 나이라를 나타낸다. 지폐 앞면 중앙의 삼각형은 기울이면 녹색에서 푸른색으로 색깔이 바뀐다. 앞면의 주요 특징은, 나이지리아 중앙은행의 전 행장인 Alhaji Aliyu Mai-Bornu와 Dr Clement Isong이 새겨져 있다는 것이다.

## 두 번째 나이라
나이라는 2008년 8월에 옛 100나이라를 새 1나이라로 바꾸는 리디노미네이션이 있을 예정이었다. (이는 현재 Alhaji Umaru Musa Yar'Adua 대통령에 의해 취소되었다.) 나이지리아 중앙 은행은 2009년까지 나이라를 외환과 완전하게 바꿀 수 있도록 하겠다고 발표하였다. 현재 전체 외환은 매주의 경매를 통하여 조정되며, 이 때에 중앙 은행이 환율을 지정한다. 나이라는 2007년에는 높은 석유 수익으로 달러에 대한 가치가 상승하였다. Chukwuma Soludo 은행장은 매주의 중앙 은행의 외환 경매는 점차로 사라질 것이며, 은행은 "단지 한정된 정책 목표를 달성하기 위해 필요한 만큼만 간섭할 것"이라고 언급하였다..

### 동전
동전은 아래와 같은 액면으로 발행될 예정이었다:
- 1 코보 (N.1)
- 2 코보 (N.2)
- 5 코보 (N.5)
- 10 코보 (N.10)
- 20 코보 (N.20)

### 지폐
지폐는 아래와 같은 액면으로 발행될 예정이었다:
- 50 코보 (N.5)
- 1 나이라 (N.100)
- 5 나이라 (N.500)
- 10 나이라 (N.1000)
- 20 나이라 (N.2000)

## 환율 역사
아래의 표는 미국 달러 대비 나이라의 역사적인 값을 나타낸 것이다.
| 날짜   | 나이라 / US $                    | 날짜   | 나이라 / US $                    |
| ------ | -------------------------------- | ------ | -------------------------------- |
| 1972년 | 0.658                            | 1973년 | 0.658                            |
| 1974년 | 0.630                            | 1975년 | 0.616                            |
| 1976년 | 0.627                            | 1977년 | 0.647                            |
| 1978년 | 0.606                            | 1979년 | 0.596                            |
| 1980년 | 0.550 (0.900 PM)                 | 1981년 | 0.610                            |
| 1982년 | 0.673                            | 1983년 | 0.724                            |
| 1984년 | 0.765                            | 1985년 | 0.894 (평행금융시장은 1.70)      |
| 1986년 | 2.02 (평행금융시장은 3.90)       | 1987년 | 4.02 (평행금융시장은 5.90)       |
| 1988년 | 4.54 (평행금융시장은 6.70)       | 1989년 | 7.39 (평행금융시장은 10.70)      |
| 1990년 | 8.04 (평행금융시장은 9.30)       | 1991년 | 9.91                             |
| 1992년 | 17.30 (평행금융시장은 21.90)     | 1993년 | 22.33 (평행금융시장은 56.80)     |
| 1994년 | 21.89 (평행금융시장은 71.70)     | 1995년 | 21.89 (평행금융시장은 84.58)     |
| 1996년 | 21.89 (평행금융시장은 84.58)     | 1997년 | 21.89 (평행금융시장은 84.70)     |
| 1998년 | 21.89 (평행금융시장은 88-90)     | 1999년 | 85.98 (평행금융시장은 105.00)    |
| 2000년 | 99-106 (평행금융시장은 104-122)  | 2001년 | 109-113 (평행금융시장은 122-140) |
| 2002년 | 114-127 (평행금융시장은 135-137) | 2003년 | 127-130 (평행금융시장은 137-144) |
| 2004년 | 132-136                          | 2005년 | 128.50-131.80                    |
| 2006년 | 120-125                          | 2007년 | 115.50-120                       |

## 같이 보기
- 나이지리아의 경제